# Савов, Димитр
Димитр Савов (болг. Димитър Стефанов Савов; 1887, Враца — 1951, Белене) — болгарский предприниматель и политик, министр финансов (1944).

## Биография
Сын Стефанаки Христова Савова, участника революционного антиосманского движения в 1870-е годы, после освобождения Болгарии занимавшегося адвокатской практикой и политической деятельностью, члена Либеральной партии, неоднократно избиравшегося депутатом Народного собрания. Отец Стефана Савова, председателя Народного собрания в 1991—1992.
Получил образование в области торговли и финансов в Берлине (1910), в области политических и экономических наук в Париже (1912). Занимался предпринимательской деятельностью, основатель и акционер ряда торговых и промышленных фирм — «Савов и Пиперков», «Оливия», «Филтис», «Напред», Акционерное общество химических изделий. В 1919—1944 годах — член правлений Болгарского народного банка, банка «Болгарский кредит», Объединённого болгарского банка, Французско-болгарского банка международной торговли, акционерных промышленных обществ «Пирин», «Карловит», страховых обществ «Балкан», «Орёл», а также Болгарского горно-металлургического общества.
В 1922—1947 годах — член Софийской торгово-промышленной палаты (являлся её председателем), в 1927—1943 годах — председатель болгаро-греческого общества, в 1940—1941 годах — председатель болгаро-югославской экономической палаты. Возглавлял Болгарский национальный комитет при Международной торговой палате в Париже. В 1938—1939 годах — депутат 24-го обыкновенного Народного собрания.
С 1 июня по 2 сентября 1944 года — министр финансов в правительстве Ивана Багрянова. В этом качестве прекратил все финансовые связи с Германией. Однако после прихода к власти просоветских сил 9 сентября 1944 года был арестован. В 1945 году был приговорён так называемым Народным судом к 15 годам лишения свободы (приговор отменён в 1996). В 1946 году освобождён, но уже в 1947 году был интернирован в Горном Дубняке, затем отправлен в заключение в лагерь в Белене, где скончался.